# Metagonia caudata
Metagonia caudata is een spinnensoort uit de familie trilspinnen (Pholcidae). De soort komt voor van de Verenigde Staten tot Belize.